# Szczękoczułkowce
Szczękoczułkowce (Euchelicerata) – nadgromada stawonogów z podtypu szczękoczułkopodobnych, obejmujący pajęczaki i różne grupy dawniej klasyfikowane w starorakach (w tym ostrogony i wymarłe wielkoraki). Obejmuje około 112 tysięcy opisanych gatunków współczesnych, ale ich faktyczna liczba przekraczać może milion. Ponadto znanych jest około 2 tysięcy gatunków wymarłych. Pierwotnie słonowodne, ale większość współczesnych jest lądowa, rzadko wtórnie słodkowodna. Zamieszkują rozmaite siedliska i przyjmują różne strategie pokarmowe; niektóre są pasożytami. Ciało mają podzielone na prosomę i opistosomę lub na gnatosomę i idiosomę. Brak jest czułków czy żuwaczek, za to występują szczękoczułki i nogogłaszczki. Rozwój pozazarodkowy może mieć charakter epimorfozy, anamorfozy lub metamorfozy.

## Morfologia

### Budowa zewnętrzna

Różne typy szczękoczułków spotykane u pajęczaków. A: scyzorykowate, B: nożycowate, C: szczypcowate

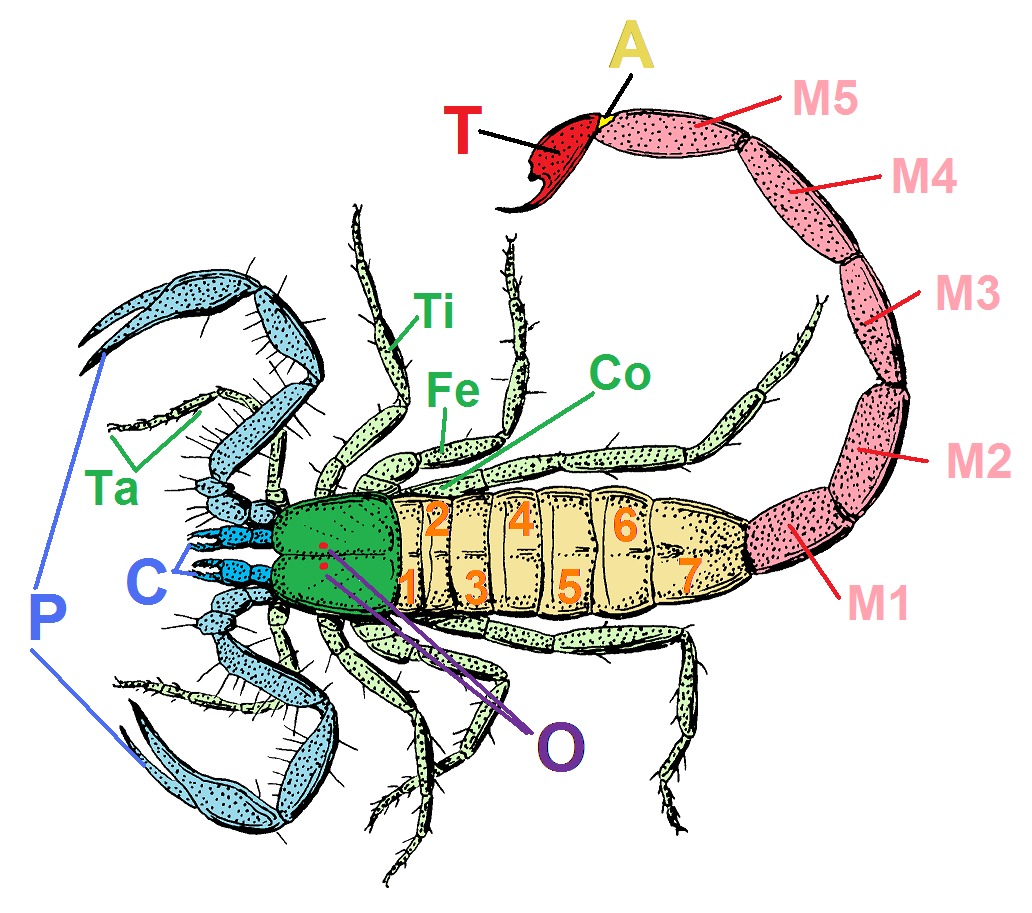
Budowa zewnętrzna skorpiona. Niebieski – odnóża głowowe: P – nogogłaszczki, C – szczękoczułki. Ciemnozielony – prosoma: O – oczy. Jasnozielony – odnóża kroczne: Ta – stopa, Ti – goleń, Fe – udo, Co – biodro. Żółty – przedodwłok. Różowy – zaodwłok. T (czerwony) – telson

Długość ciała różna: od 0,08 mm u niektórych roztoczy po około 2,5 metra u wymarłego wielkoraka Jaekelopterus rhenaniae, będącego największym znanym stawonogiem. Wśród form współczesnych do około 80 cm u Tachypleus gigas z gromady ostrogonów. Ciało typowo podzielone jest na dwie tagmy: prosomę i opistosomę (zwane też głowotułowiem i odwłokiem), jednak u roztoczy podział na pierwotne tagmy często zanika, a zamiast niego pojawiają się nieodpowiadające segmentacji pseudotagmy: gnatosoma i idiosoma.
Prosoma szczękoczułkowców powstaje w rozwoju zarodkowym przez zlanie się somitu ocznego („akronu”), z sześcioma segmentami pozaocznymi. Pierwszy z somitów zaocznych, homologiczny z segmentem czułkowym żuwaczkowców, zawiera śródmóżdże i unerwione nim przydatki gębowe w postaci szczękoczułków (chelicer), zbudowanych z 1–4 członów i zwykle zakończonych szczypcami lub pazurkami, choć u niektórych roztoczy sztyletowatych. Drugi somit zaoczny zaopatrzony jest w nogogłaszczki, zwykle o funkcji zmysłowej lub chwytnej. Pozostałe somity prosomy mieć mogą parę odnóży krocznych, przy czym u roztoczy może ich być łącznie od 2 do 4 par, u innych szczękoczułkowców jest ich 4 pary. U roztoczy odnóża kroczne mogą być zmodyfikowane do pełnienia innych funkcji, np. chwytnych lub pływnych. Brak czułków i żuwaczek, natomiast występuje warga górna. Zarówno przydatki jak i odnóża prosomy są jednogałęziowe (wyjątkiem są odnóża wymarłego Offacolus oraz występujące u ostrogonów flabellum). Często prosomę nakrywa karapaks.
Opistosoma może być maksymalnie 13-segmentowa, przy czym u wielu grup segmentacja jest wtórnie zatarta. Może ona być podzielona na mezosomę (przedodwłok) i metasomę (zaodwłok) oraz być zakończona telsonem, przy czym zróżnicowanie na mezosomę i metasomę część badaczy uznaje za pierwotną w tej grupie. Znajdujące się na niej odnóża mogą być jedno- lub dwugałęziste i nie pełnią funkcji krocznych. Mogą być zmodyfikowane w narządy oddechowe (odnóża skrzelowe, płucotchawki, worki płucne), zmysłowe (np. grzebienie) lub przędne (kądziołki).

### Budowa wewnętrzna

Anatomia pająka

Układ nerwowy jest silnie skoncentrowany, czasem wszystkie zwoje lub większa ich część zlewają się w jedną masę dookoła przełyku. Mózg składa się z przodomóżdża, śródomóżdża i tyłomóżdża, z których to ostatnie łączy się z wegetatywnym układem nerwowym.
U pajęczaków występują tylko oczy proste. U ostrogonów występują oczy złożone z omatidiów, ale te pozbawione są aparatu dioptrycznego zbudowanego ze stożków krystalicznych – ich rolę przejmują stożkowate wypustki rogówki. Są to więc struktury prostsze niż oczy złożone żuwaczkowców i trylobitów.
Otwór gębowy leży na rostrum lub w myliosomie. W rozdrabnianiu pokarmu często udział biorą wyrostki bioder zwane endytami. Jelito środkowe jest silnie rozbudowane zachyłkami o funkcji trawiennej i magazynującej pokarm, tworzącymi wątrobotrzustkę.
Występuje układ krwionośny otwarty, w którym krąży hemolimfa. Jego głównym narządem jest serce, ale u grup oddychających skrzelami lub workami płucnymi występuje też rozbudowana sieć naczyń.
Oddychanie odbywa się całą powierzchnią ciała, skrzelami, płucotchawkami lub workami płucnymi.
Za wydalanie u ostrogonów odpowiadają gruczoły biodrowe (koksalne), a u pajęczaków ponadto cewki Malpighiego.
Często aparaty kopulacyjne samców umieszczone są na szczękoczułkach, nogogłaszczkach lub innych odnóżach. Rzadziej występuje właściwe prącie (np. kosarze, niektóre roztocze).

## Biologia i ekologia

### Rozród i rozwój

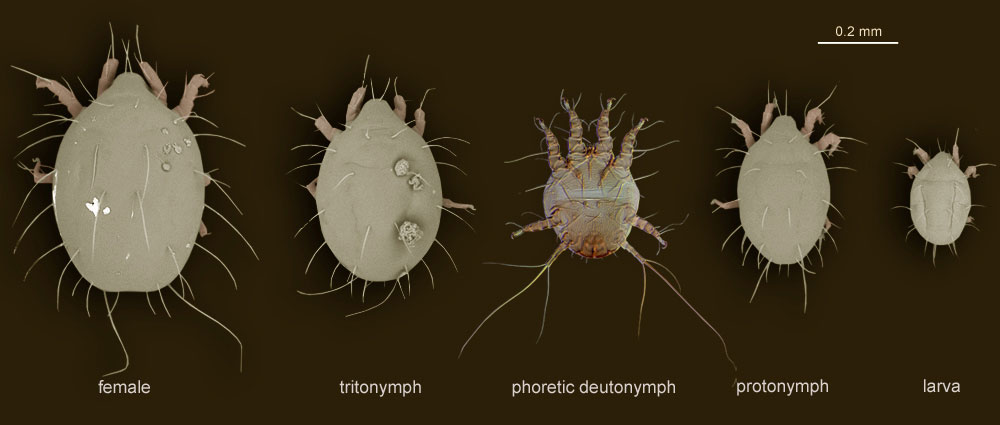
Stadia rozwojowe roztocza Chaetodactylus krombeini

U ostrogonów występuje typowe zapłodnienie zewnętrzne i plemniki dostosowane są do przebywania w wodzie morskiej. U pajęczaków występuje zapłodnienie wewnętrzne, przy czym plemniki przekazywane są w spermatoforach składanych na podłożu lub zaplemnienie następuje przez kopulację. Wymarłe wielkoraki, mimo wodnego trybu życia, również wykorzystywały spermatofory o budowie podobnej do tej u pajęczaków, stąd łączy się je z nimi w klad Sclerophorata. Nasienie często wymaga kapacytacji. W wielu przypadkach samica ma możliwość przechowywania nasienia w spermatece przez długi czas i wykorzystania go do zapłodnienia dopiero w sprzyjających warunkach.
Bruzdkowanie jaj ma różny przebieg w poszczególnych grupach, np. u ostrogonów jest całkowite nierównomierne, u skorpionów częściowe tarczowe, a u pająków częściowe powierzchniowe. Oprócz gatunków jajorodnych występują żyworodne, w tym odżywiające zarodki w macicy. U pajęczaków spotyka się różne formy troski rodzicielskiej.
Rozwój pozazarodkowy może mieć charakter epimorfozy, anamorfozy lub metamorfozy ze stadiami larwalnymi i nimfalnymi. U pasożytów wielożywicielowych pojawiać się mogą złożone cykle życiowe.

### Pokarm
Szczękoczułkowce przyjmują rozmaite strategie pokarmowe. Można wśród nich znaleźć fitofagi (np. fitofagi ssące i indukujące galasy), mykofagi, drapieżniki, wszystkożerców, saprofagi, detrytusożerców, ektopasożyty i endopasożyty (w tym hematofagi i dermatofagi). Często odgrywają kluczowe role w ekosystemach, np. mechowce mogą pożerać około połowy biomasy odkładającej się rocznie na dnie lasów.

### Występowanie i różnorodność
Do 2011 roku opisano ponad 110,6 tysiąca współczesnych gatunków pajęczaków, w tym 54,5 tysiąca roztoczy oraz 42,5 tysiąca pająków. Ich faktyczna liczba jest jednak znacznie większa – współczesną faunę samych roztoczy szacuje się na około miliona gatunków. Z kolei ostrogony reprezentują tylko 4 gatunki współczesne. Z zapisu kopalnego znane są liczne gatunki wymarłe. Do 2008 roku opisano ich 1943, w tym: 1593 pajęczaków, 249 wielkoraków i 96 ostrogonów. Najstarsze ich skamieniałości to ślady Chasmataspidida z furongu.
Szczękoczułkowce rozprzestrzenione są we wszystkich krainach zoogeograficznych, sięgając również za oba koła podbiegunowe. Pierwotnie były to zwierzęta słonowodne, ale formy współczesne (oprócz ostrogonów) są lądowe, rzadko wtórnie wodne. Zamieszkują rozmaite siedliska, w szczególności roztocze dostosowały się dzięki miniaturyzacji do nisz ekologicznych niedostępnych dla innych stawonogów.

## Systematyka i filogeneza
Nazwa Euchelicerata dla taksonu obejmującego pajęczaki, wielkoraki i ostrogony wprowadzona została w 1979 roku przez P. Weygoldta i H.F. Paulusa. Klad obejmujący te trzy grupy należy do najstabilniejszych w wynikach analiz filogenetycznych rozpracowujących relacje między gromadami stawonogów.
Szczękoczułkowce (Euchelicerata) łączone są zwykle z kikutnicami w podtyp szczękoczułkopodobnych. Krok taki wspierają różne molekularne analizy filogenetyczne przeprowadzone w XXI wieku, jednak morfologiczne apomorfie tej grupy są nieliczne i w XX wieku oraz początkach wieku XXI jej monofiletyzm był kwestionowany: kikutnice umieszczano jako siostrzane dla wszystkich współczesnych stawonogów (hipoteza Cormogonida), a nawet wyłączano ze stawonogów w ogóle.
Systematyka szczękoczułkowców ulegała licznym zmianom zależnie od okresu i autora. Tradycyjnie zaliczano doń gromady pajęczaków i staroraków, jednak te drugie uległy rozbiciu na 2–3 gromady: ostrogony, wielkoraki i Chasmataspidida (bywają włączane do wielkoraków). Przyczyną są analizy wykazujące na bliższe pokrewieństwo wielkoraków z pajęczakami niż z ostrogonami, np. według wyników analizy Lamsdella z 2013 pajęczaki stanowią grupę siostrzaną dla wielkoraków, tworząc z nimi klad Sclerophorata, który to z Chasmataspida tworzy klad Dekatriata. Natomiast Offacolus zajmuje pozycję bazalną wśród szczękoczułkowców, których pozostała część określona została jako klad Prosomapoda. Liczne kontrowersje budził monofiletyzm i podział pajęczaków, stąd w drugiej połowie XX wieku zamiast lub obok nich w randze gromad pojawiały się takie taksony jak Acaromorpha, Apatellata, Cryptognomae, Dromopoda, Epimera, Opillonidea, Micrura, Scorpionomorpha czy Solifugomorpha.